# Helmut Schmidt
Helmut Heinrich Waldemar Schmidt, född 23 december 1918 i Hamburg, död 10 november 2015 i Hamburg, var en tysk socialdemokratisk politiker. Han var Västtysklands förbundskansler 1974–82.
Helmut Schmidt efterträdde Willy Brandt som förbundskansler 1974. Han hade då en lång politisk karriär inom Tysklands socialdemokratiska parti (SPD) bakom sig som senator i Hamburg samt försvars- och finansminister i Västtysklands regering 1969–74.
Schmidt utgav flera böcker och fungerade från 1983 och fram till sin död som en av utgivarna (Mitherausgeber) av tidningen Die Zeit.

## Biografi
Schmidt växte upp i Hamburg. Han föddes i stadsdelen Barmbek som son till lärarna Gustav Schmidt och Ludovika Schmidt, född Koch. Hans far var utomäktenskaplig son till en tysk-judisk köpman, vilket både fadern och Helmut Schmidt dolde genom urkundsförfalskning. Detta ska också vara en viktig orsak till Schmidts avstånd till nazismen och föräldrarnas val att hålla honom utanför Hitlerjugend. Omständigheterna blev kända först 1984 via Valéry Giscard d'Estaing.
År 1937 tog Schmidt studenten vid Lichtwark-Schule. Åren 1937–39 följde den obligatoriska Reichsarbeitsdienst och värnplikt. År 1939 inleddes andra världskriget, där Schmidt först var vid luftvärnet i Bremen och från 1941 på östfronten.
År 1942 tjänstgjorde han vid luftvärnet och var bland annat placerad vid Reichsluftfahrtministerium i Berlin och Bernau, där han som officer fick bevittna skenprocesserna mot männen bakom 20 juli-attentatet. Hans främsta uppgift vid ministeriet var att sätta samman reglementen för luftvärnstjänsten. Åren 1944–1945 var han batterichef och löjtnant på västfronten. I april 1945 hamnade han i brittisk krigsfångenskap, varifrån han kom hem 31 augusti 1945. Mellan 1946 och 1949 studerade Schmidt ekonomi och statskunskap i Hamburg, bland annat under Karl Schiller. Hans examensarbete hette Die Währungsreformen in Japan und Deutschland im Vergleich.

### Politisk karriär
Efter andra världskriget inleddes Schmidts engagemang i SPD, i vilket han inträdde i mars 1946. Bland sina förebilder i det egna partiet har Schmidt omnämnt Max Brauer, Fritz Erler, Wilhelm Hoegner, Wilhelm Kaisen, Waldemar von Knoeringen, Heinz Kühn och Ernst Reuter. Från 1947 till 1948 var han ordförande för SPD:s dåvarande studentförbund Sozialistischer Deutscher Studentenbund. Åren 1949–1953 följde arbete inom Hamburgs stadsförvaltning som ledare för näringslivsavdelningen och från 1952 som ansvarig för näringsliv och trafik under senator Karl Schiller. År 1953 blev han invald i Västtysklands förbundsdag. Från 1958–1961 var Schmidt ledamot av den dåvarande Europeiska ekonomiska gemenskapens parlamentariska församling (föregångare till Europaparlamentet).

#### Senator i Hamburg
1961 lämnade Schmidt förbundsdagen för att bli senator i Hamburg med ansvar för polisiära frågor, från 1962 med titeln inrikessenator. När Hamburg drabbades av stormfloden i Nordtyskland 1962, och en sjättedel av Hamburgs yta hamnade under vatten och 315 människor dog, gick Schmidt snabbt in och kallade in Natotrupper och västtyska försvaret Bundeswehr för att delta i räddningsarbetet. Schmidt fick för sin handlingskraft epitet som krishanterare.  Schmidt fick även öknamnet ”Schmidt-Schnauze” (Schnauze betyder ’nos’ eller ’käft’) för att han lade sig i saker, bland annat efter att han utövat stark kritik mot försvarsminister Franz Josef Strauss 1957. Schmidt var samtidigt en framgångsrik talare i förbundsdagen och sågs som en av den nya generationen politiker. Schmidt motsatte sig förslaget om att utrusta den tyska försvarsmakten med atomvapen 1958. Samma år deltog han i en militärövning i Rendsburg och blev kapten i reserven. Vid sin andra övning kom Schmidt att befordras till major i reserven.
År 1964 blev Schmidt en del av det team som Willy Brandt satte upp inför förbundsdagsvalet 1965. I samband med återkomsten till förbundsdagen 1965 blev han även ledare för SPD:s förbundsdagsgrupp. Åren 1967–69 var han så ordförande för den stora koalitionens parlamentsgrupp. Under samma år var han även ledare för arbetsgruppen rörande utrikespolitik och tysk-tyska frågor. Schmidt var vice ordförande för SPD 1968-84, Schmidt blev däremot aldrig ordförande för SPD.

#### Försvarsminister

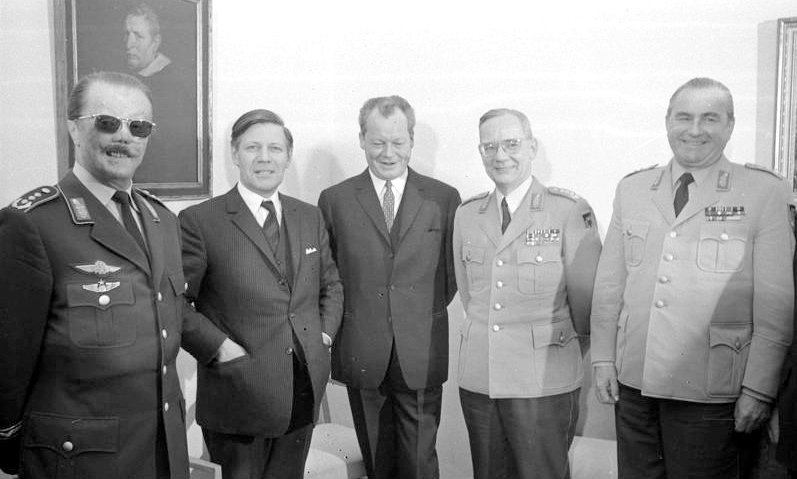
Helmut Schmidt tillsammans med Willy Brandt och Bundeswehrs Johannes Steinhoff och Ulrich de Maizière vid en träff 1969.

Den karismatiske Schmidt tog 1969 plats i den västtyska regeringskoalitionen ledd av SPD under förbundskansler Willy Brandt. Schmidt blev försvarsminister och gav samma år ut Strategie des Gleichgewichts som är en försvarspolitisk bok. Schmidt var sedan tidigare intresserad av försvarsfrågor och gav bland annat ut boken Verteidigung oder Vergeltung (1961). Under Helmut Schmidts tid som försvarsminister beslöt man 1970 om skapandet av Bundeswehrs universitet i Hamburg och München. I juli 1972 efterträdde Schmidt Karl Schiller som minister för ekonomi- och finansfrågor. Efter det för regeringen lyckade resultatet av misstroendeomröstningen samma år blev Schmidt finansminister från 15 december 1972.

### Förbundskansler

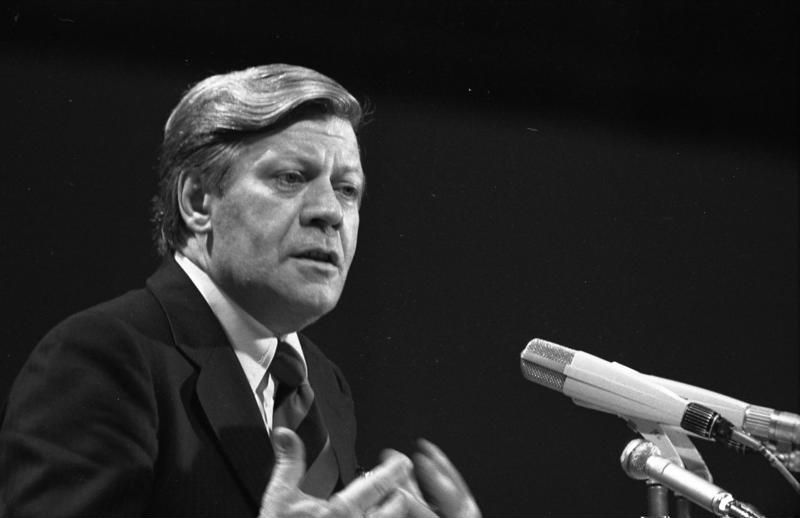
SPD:s partidag.

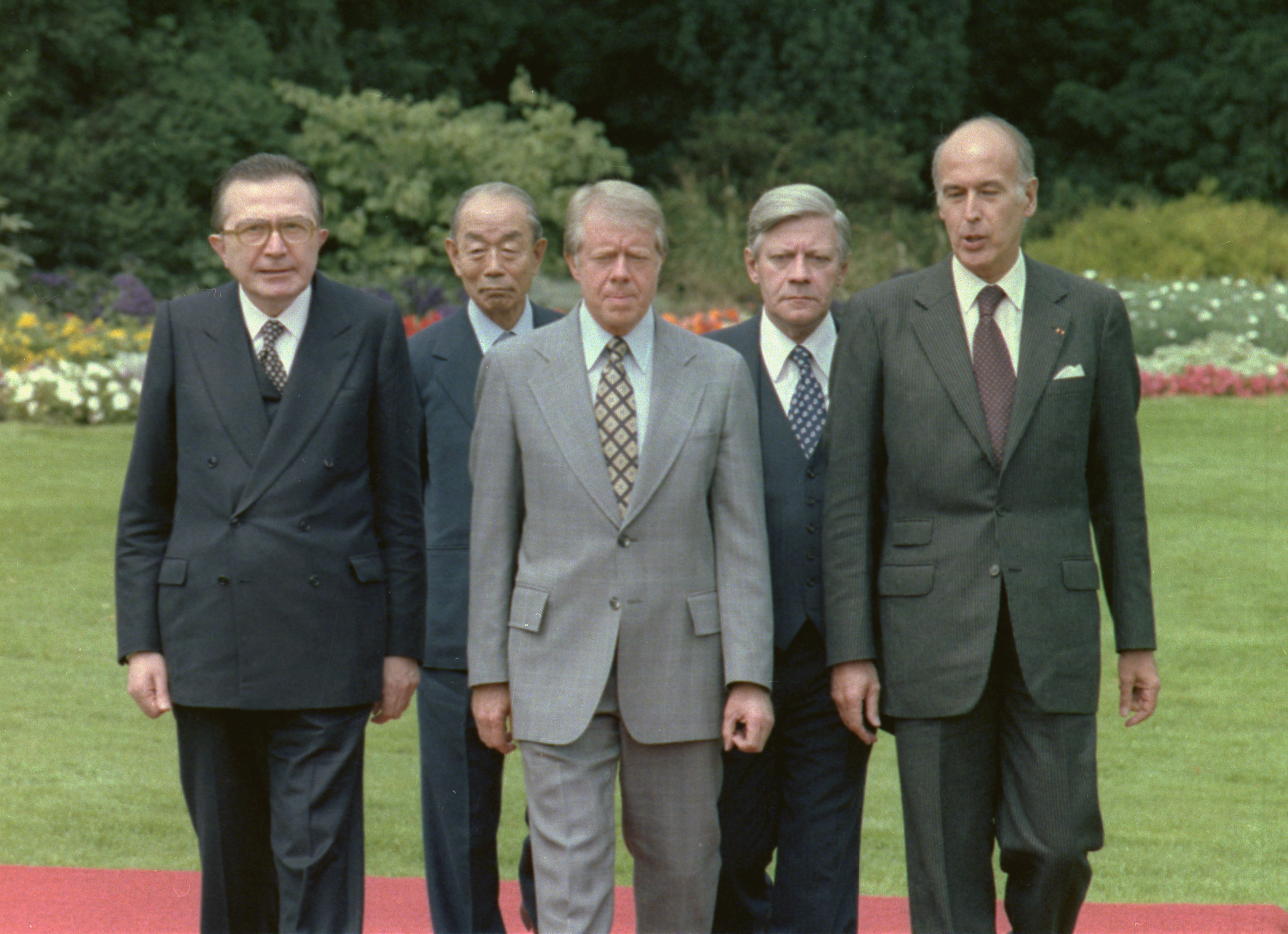
Helmut Schmidt tillsammans med Giulio Andreotti, Takeo Fukuda, Jimmy Carter och Valéry Giscard d'Estaing på G7-mötet i Bonn 1978.

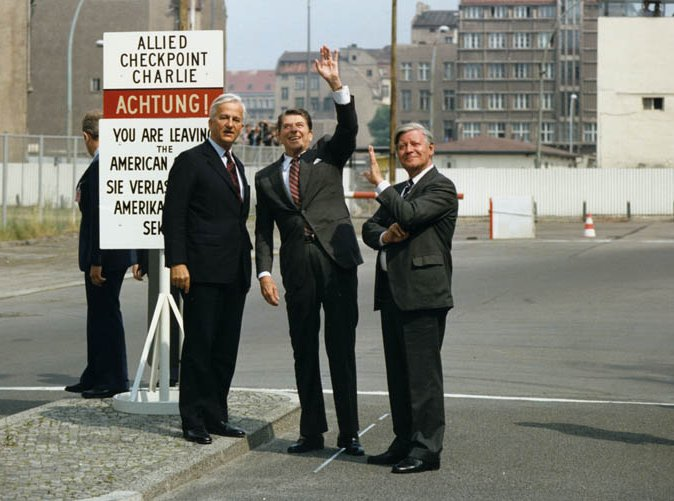
Västberlins regerande borgmästare Richard von Weizsäcker, Ronald Reagan och Helmut Schmidt besöker Checkpoint Charlie 11 juni 1982.

I samband med Guillaume-affären 1974, då Willy Brandt avgick, tog Helmut Schmidt över som förbundskansler. Schmidt tog över som förbundskansler i en tid när oljekrisen inletts och ekonomisk stagnation försvårande konjunkturläget. EG-länderna var tvungna hantera den stora inflation som följde oljekrisen och kollapsen av Bretton Woodssystemet, varpå ett europeiskt valutasystem, EMS (valutaormen), skapades för att reducera växlingsriskerna mellan de europeiska valutorna.
Under 1974 gjorde Schmidt viktiga utrikespolitiska besök hos Leonid Brezjnev i Sovjetunionen under oktober och hos Gerald Ford i USA under december. Samtidigt inleddes det nära samarbetet med Frankrikes nyvalde president Valéry Giscard d'Estaing. År 1975 deltog Schmidt vid Europeiska säkerhetskonferensen (ESK) (i dag OSSE) i Helsingfors där han upptog kontakter med Östtysklands ledare Erich Honecker. I oktober följde ett statsbesök i Kina.
Vid förbundsdagsvalet 1976 vann den socialliberala koalitionsregeringen under Schmidt mot CDU/CSU med Helmut Kohl som kanslerkandidat.

#### Terrorismproblemet
I sin roll som förbundskansler hade Schmidt en svår uppgift att handskas med 1970-talets lågkonjunktur och inhemsk terrorism. Schmidt och den västtyska staten stod emot terrorismen (framförallt från RAF) och vägrade ge efter för kraven som ställdes vid bland annat ambassadockupationen i Stockholm 1975, Schleyer-kidnappningen och kapningen av Lufthansaplanet, flight 181 Landshut 1977 (Deutscher Herbst). Schmidt drev doktrinen att staten inte fick ge efter för dessa påtryckningar från terroristerna. Efter att Schleyer hade påfunnits mördad tog Schmidt ansvar för Schleyers död och sade i förbundsdagen: ”Zu dieser Verantwortung stehen wir auch in der Zukunft. Gott helfe uns!”

#### Nato-dubbelbeslutet
År 1978 följde Leonid Brezjnevs besök i Västtyskland och han var även gäst hos familjen Schmidt. År 1979 deltog Schmidt i toppmötet i Guadeloupe tillsammans med Jimmy Carter, Giscard d'Estaing och James Callaghan. Under toppmötet beslutade man om en upprustning av Natos raketstyrka (NATO-Doppelbeschluß). Då hade Schmidt sedan 1977 drivit frågan sedan Sovjetunionen infört nya ballistiska medeldistansrobotar (RSD-10 Pioner) raketer riktade mot Västeuropa. Beslutet mötte stort motstånd inom det egna partiet och hos allmänheten med stora demonstrationer som följd.
I 1980 års val återvaldes Schmidt som kansler för den socialliberala koalitionsregeringen. I oktober 1981 drabbades Schmidt av akuta hjärtproblem och fördes till sjukhus, där en pacemaker opererades in. I december 1981 besökte Schmidt Östtyskland för det tredje inomtyska toppmötet efter Erfurt och Kassel 1970. Flera gånger hade mötet skjutits upp. Mötet med Erich Honecker ägde rum vid Werbellinsee utanför Berlin och i Güstrow. I Güstrow kantades gatan av uniformerad säkerhetspersonal och invånarna hade fått husarrest för att undvika sympatiyttringar för Schmidt.

#### Misstroendevotum
Den 1 oktober 1982 förlorade Schmidt ett konstruktivt misstroendevotum i förbundsdagen och avgick som förbundskansler. Schmidt hade då fått en allt sämre relation med sina samarbetspartiet FDP under Hans-Dietrich Genscher, men också inom det egna partiet. Genscher hade tillsammans med FDP:s tre andra ministrar avgått 17 september 1982, varefter Helmut Schmidt tog över Genschers post som utrikesminister fram till och med 4 oktober 1982. Den 1 oktober 1982 föll avgörandet då förbundsdagen röstade fram Helmut Kohl som ny förbundskansler som tillträdde den 4 oktober.
Schmidt hyllades och hyllas för sin statsmannagärning under slutet av 1970-talet. Han följde traditionen från sina föregångare och förde Västtyskland närmare in i EG-samarbetet, men lyckades också skapa ett större inflytande för Västtyskland internationellt inom ramen för relationerna med såväl USA som Sovjetunionen. Hans hanterande av den inrikespolitiska oron anses också ha fungerat. Han hade ett väl fungerade samarbete med den franske presidenten Valéry Giscard d'Estaing, vilket intensifierade de de fransk-tyska relationerna och ledde till att de utvecklade informella toppmöten mellan de ekonomiskt viktigaste staterna USA, Kanada, Japan, Frankrike, Storbritannien, Tyskland och Italien (G7).

### Efter 1982
Helmut Schmidt verkade efter sin tid som kansler som utgivare för Die Zeit (från 1983). År 1983 var Schmidt med och grundade InterAction Council, som är ett råd för tidigare statsmän. Hans privata arkiv förvaltas av Archiv der sozialen Demokratie. År 1987 lämnade Schmidt förbundsdagen och gav samma år ut boken Menschen und Mächte. För boken fick han Friedrich-Schiedel-Literaturpreis 1990. Han kritiserade ofta den rödgröna regeringskoalitionen under Gerhard Schröder, och deltog även under sina sista år aktivt i den politiska debatten i Tyskland.

## Privatliv

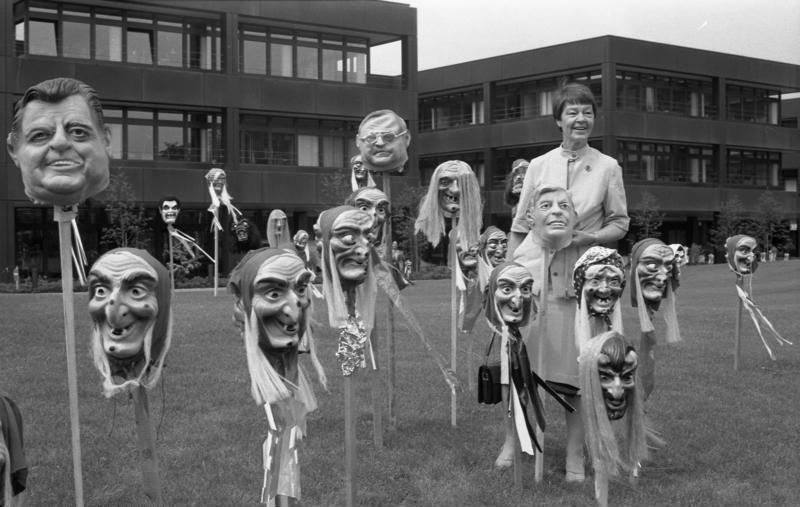
Loki Schmidt vid Bundeskanzleramt i Bonn 1980.

Schmidt gifte sig med Hannelore ”Loki” Glaser 1942 som han känt sedan tioårsåldern. De var gifta fram till hennes bortgång 2010. År 1944 föddes sonen Helmut Walter som dog innan han fyllt ett år. Dottern Susanne föddes 1947 och arbetar i dag för Bloomberg TV i London. Schmidt bodde under senare delen av sitt liv åter i Langenhorn i Hamburg och hade ett sommarhus i Brahmsee i Schleswig-Holstein.
Schmidt hade ett stort konstintresse och låg bland annat bakom skulpturen Large Two Forms av Henry Moore vid det dåvarande Bundeskanzleramt i Bonn, som skulle symbolisera samhörigheten mellan Väst- och Östtyskland. Schmidt målade själv och hans hus var fyllda med olika konstnärers alster. Han hade dessutom ett stort musikintresse och spelade orgel och piano. Han spelade in flera skivor med klassisk musik. Som försvarsminister grundade han Big Band der Bundeswehr.

## Utmärkelser

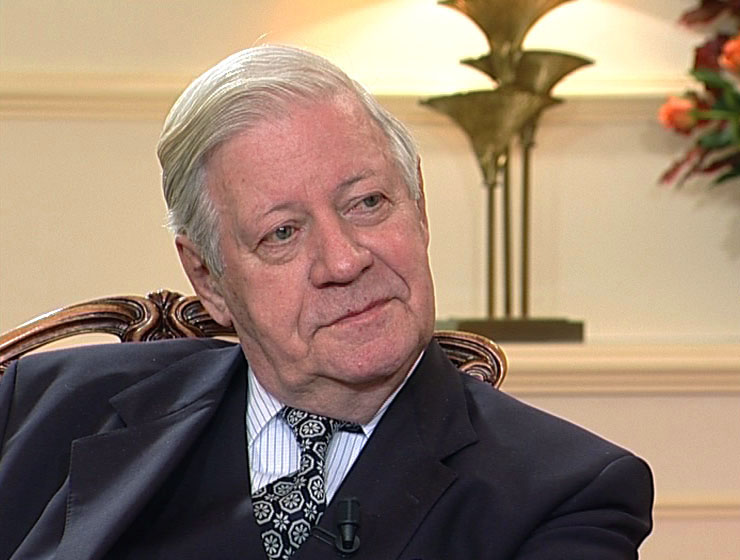
Helmut Schmidt 2001

Helmut Schmidt var hedersmedborgare i Hamburg, Berlin, Bonn, Bremerhaven, Güstrow och förbundslandet Schleswig-Holstein. För sitt ledarskap under RAF-terrorn under hösten 1977 tilldelades han Theodor-Heuss-Preis och har fått 23 hedersdoktorstitlar. År 1980 tilldelades Schmidt Goldman-Medaille. Han tackade flera gånger nej till Bundesverdienstkreuz enligt hanseatisk tradition.
Schmidt var hedersordförande i Deutsch-Britische Gesellschaft, medlem av föreningen Atlantik-Brücke och hedersordförande i Deutsche Nationalstiftung, som han var med och grundade.
År 2002 mottog Schmidt Martin-Buber-Plakette.
År 2003 fick Bundeswehrs universitet i Hamburg namnet Helmut-Schmidt-Universität och Schmidt blev hedersdoktor.
Den 24 januari 2006 tilldelades Schmidt och Valéry Giscard d'Estaing Adenauer-de Gaulle-priset i Auswärtiges Amt i Berlin, för sitt arbete för det tysk-franska samarbetet.
Sedan 1996 delas Helmut-Schmidt-Journalistenpreis ut årligen av ING-DiBa.

## Verk
- Verteidigung oder Vergeltung, Stuttgart 1961
- Militärische Befehlsgewalt und parlamentarische Kontrolle, in: Horst Ehmke, Carlo Schmid, Hans Scharoun, Festschrift für Adolf Arndt zum 65. Geburtstag, Frankfurt am Main 1969, Seiten 437–449.
- Reform des Parlaments, in: Claus Grossner, Das 198. Jahrzehnt. Marion Gräfin Dönhoff zu Ehren, Hamburg 1969, Seiten 323–336.
- Die Opposition in der modernen Demokratie, in Rudolf Schnabel, Die Opposition in der modernen Demokratie, Stuttgart, 1972, Seiten 51–60
- Menschen und Mächte, Berlin 1987.
- Politik als Beruf heute, in: Hildegard Hamm-Brücher, Norbert Schreiber, Die aufgeklärte Republik. eine kritische Bilanz, München 1989, Seiten 77–84.
- Die Deutschen und ihre Nachbarn. Menschen und Mächte, Teil 2, Berlin 1990.
- Politischer Rückblick auf eine unpolitische Jugend, 1991.
- Handeln für Deutschland, Berlin 1993.
- Zur Lage der Nation, 1994.
- Weggefährten – Erinnerungen und Reflexionen, Berlin 1996.
- Die Allgemeine Erklärung der Menschenpflichten, 1997 (Mitarbeit).
- Auf der Suche nach einer öffentlichen Moral, 1998.
- Globalisierung. Politische, ökonomische und kulturelle Herausforderungen, 1998.
- Kindheit und Jugend unter Hitler, Sammelband, Berlin 1998.
- Die Selbstbehauptung Europas, Perspektiven für das 21. Jahrhundert, Deutsche Verlags-Anstalt, Stuttgart München 2000.
- Die Mächte der Zukunft Gewinner und Verlierer in der Welt von morgen, Siedler Verlag, München 2004.
- Auf dem Weg zur deutschen Einheit, Rowohlt Verlag, Reinbek 2005